# Яковлев, Алексей Владимирович
Алексе́й Влади́мирович Я́ковлев (29 марта 1919 — 10 октября 1982) — советский офицер, командир артиллерийского полка, Герой Советского Союза (1945), участник Советско-финской и Великой Отечественной войн.

## Биография
Образование 9 классов средней школы и Московское артиллерийское училище (1938).
Участник советско-финской войны. Первое боевое крещение получил зимой 1939 года, за прорыв линии Маннергейма награждён медалью «За боевые заслуги».
В 1941 году сражался на Карельском перешейке. На реке Вуокса тяжело раненый командир дивизиона сохранил боевой состав и материальную часть подразделения. Награждён орденом Красного Знамени.
Затем принимал участие в Курской битве, освобождении Украины, боях на территории Венгрии и Чехословакии.
Командир 576-го Краснознаменного ордена Богдана Хмельницкого артиллерийского полка 167-й Сумско-Киевской дважды Краснознаменной стрелковой дивизии 107-го Дрогобычского стрелкового корпуса 60-й армии 4-го Украинского фронта подполковник А. В. Яковлев особо отличился в ходе Моравско-Остравской операции. При форсировании 10 марта 1945 года реки Висла в районе города Струмень и 19 апреля 1945 года реки Одер в районе станции Ольза (юго-восточнее города Рацибуж, Польша) умело руководил действиями полка. Выдвигая орудия на прямую наводку, нанёс противнику значительный урон и способствовал успешному форсированию рек стрелковыми частями.
Боевой путь завершил в Праге 12 мая 1945 года.
В годы Великой Отечественной войны А. В. Яковлев воевал на Ленинградском, Воронежском (с 20 октября 1943 года — 1-й Украинский) и 4-м Украинском фронтах.
Участвовал в следующих сражениях и битвах:
- Оборона Ленинграда;
- Воронежско-Касторненская, Харьковская и Белгородско-Харьковская наступательные операции;
- Освобождение Левобережной Украины;
- Битва за Днепр;
- Киевская наступательная и оборонительная операции;
- Житомирско-Бердичевская, Корсунь-Шевченковская, Проскуровско-Черновицкая, Львовско-Сандомирская, Восточно-Карпатская, Западно-Карпатская, Моравско-Остравская и Пражская наступательные операции[3].

В боях четырежды был ранен.

…При форсировании реки Висла и прорыве обороны противника в районе Заблотце — Дрогомысль 9 марта 1945 года полк под командованием подполковника Яковлева стоял на прямой наводке в 200—300 метрах от противника и уничтожил: пулеметных точек в каменных домах — 38, противотанковых орудий — 8, минометных батарей — 3, артиллерийских батарей — 3, наблюдательных пунктов — 2 и до 300 солдат и офицеров противника, тем самым обеспечил пехоте возможность прорвать сильно укрепленную полосу обороны противника и овладеть плацдармом на западном берегу Висла.
19 апреля 1945 года при форсировании реки Одер в районе станции Ольза, севернее Моравска Острава 12 километров, полк под командованием подполковника Яковлева поставил орудия прямой наводки на дамбу на восточном берегу реки Одер в 100—150 метрах от противника и прямой наводкой расстреливал немцев в траншеях, уничтожал огневые точки и отразил все контратаки противника. Не теряя времени, подполковник Яковлев лично определил глубину реки, скорость течения и разведал брод. Под пулеметно-артиллерийским огнем противника переправил 7 батарею вверенного ему полка на западный берег реки Одер, тем самым закрепил плацдарм, удерживаемый пехотой. Затем были переправлены 4, 5, 6 и 8 батареи, а пехота овладела сильно укрепленными опорными пунктами на западном берегу реки Одер — Нейхов и северной окраиной Шургерсдорф…
За период с 19 апреля 1945 года по 30 апреля 1945 года полк уничтожил: пулеметов — 42, огневых точек в каменных домах — 18, минометных батарей — 4, наблюдательных пунктов — 5, ДЗОТ — 8, орудий — 7 и живой силы около 600 солдат и офицеров противника. Личный состав во главе с командиром полка подполковником Яковлевым в боях за город Моравска Острава проявил мужество, отвагу и геройство.
За обеспечение успешного выполнения задачи дивизии, нанесение больших потерь в живой силе и технике противнику, за проявленный личный героизм подполковник Яковлев достоин присвоения звания «Герой Советского Союза».
Командир Сумско-Киевской дважды Краснознаменной дивизии
полковник Гречкосий
6 июня 1945 г.— Из наградного листа с представлением к присвоению звания Героя Советского Союза.
Указом Президиума Верховного Совета СССР от 29 июня 1945 года за образцовое выполнение боевых заданий командования на фронте борьбы с немецкими захватчиками и проявленные при этом отвагу и геройство подполковнику Яковлеву Алексею Владимировичу присвоено звание Героя Советского Союза с вручением ордена Ленина и медали «Золотая Звезда» (№ 4713).
С 1961 года полковник Яковлев — в запасе. Работал директором дома отдыха Всероссийского театрального общества в посёлке Комарово Сестрорецкого района Ленинграда.
Умер 10 октября 1982 года.

## Награды
- Медаль «Золотая Звезда» Героя Советского Союза (29.06.1945; № 4713);
- орден Ленина (29.06.1945);
- три ордена Красного Знамени (27.08.1943, 06.06.1945, 1956);
- орден Александра Невского (15.08.1944);
- орден Отечественной войны II степени (04.06.1943);
- орден Красной Звезды (1951);
- медали, в том числе:
  - две медали «За боевые заслуги» (15.04.1940, 1946).

## Память

Могила Яковлева на Серафимовском кладбище Санкт-Петербурга.

- Похоронен на Серафимовском кладбище[5] (уч. 3) Санкт-Петербурга. На могиле Героя установлен памятник.